# Tayside
Tayside (en gaélico escocés: Taobh Tatha) era una de las nueve antiguas regiones en que estaba dividida administrativamente Escocia desde que fue creada en 1975 por la Ley de Gobierno Local de Escocia de 1973 hasta su disolución en 1996 por la Ley de Gobierno Local de Escocia de 1994. La región estaba a su vez dividida en 3 distritos, Angus, Perth and Kinross y la ciudad de Dundee. Abarcaba una superficie de aproximadamente 7.500 km² y tenía una población aproximada de 400 mil personas. Su capital estaba situada en la ciudad de Dundee. 
En 1996, al abolirse el sistema de administración local en dos niveles y establecerse una única administración unitaria, cada uno de los distritos que formaba la región de Tayside se convirtieron en Consejos unitarios.